# Jon Odriozola
Jon Odriozola Mugarza (Oñati, 26 december 1970) is een voormalig Spaans wielrenner. Hij was beroepswielrenner van 1995 tot 2004. 

## Carrière
Het grootste deel van zijn carrière reed Odriozola bij Banesto, waar hij samenreed met onder anderen Abraham Olano, Alex Zülle en Francisco Mancebo.
Odriozola heeft zelf weinig wedstrijden gewonnen en reed meestal in dienst van andere renners. Zijn enige overwinning is de klimkoers Subida Urkiola in 2001. Na zijn wielrenloopbaan is hij ploegleider geworden; eerst bij Orbea en vanaf september 2006 als opvolger van Julián Gorospe bij Euskaltel - Euskadi.

## Belangrijkste overwinning
2001
- Subida Urkiola

## Resultaten in voornaamste wedstrijden
| Jaar | Ronde van Italië | Ronde van Frankrijk | Ronde van Spanje |
| ---- | ---------------- | ------------------- | ---------------- |
| 1995 |                  |                     | opgave           |
| 1996 |                  |                     | 75e              |
| 1997 |                  | 65e                 |                  |
| 1998 |                  |                     | 12e              |
| 1999 |                  | 54e                 | 27e              |
| 2000 |                  | 47e                 | 26e              |
| 2001 | 59e              | 69e                 | 83e              |
| 2002 |                  |                     | opgave           |
| 2003 |                  |                     |                  |

| Jaar | Milaan-San Remo | Luik-Bast.‑Luik |
| ---- | --------------- | --------------- |
| 1995 |                 |                 |
| 1996 |                 |                 |
| 1997 |                 |                 |
| 1998 |                 | 26e             |
| 1999 |                 |                 |
| 2000 |                 |                 |
| 2001 | 172e            |                 |
| 2002 |                 |                 |
| 2003 |                 |                 |